# Drillbit Taylor – Ein Mann für alle Unfälle
Drillbit Taylor – Ein Mann für alle Unfälle (Originaltitel: Drillbit Taylor) ist eine US-amerikanische Filmkomödie aus dem Jahr 2008. Regie führte Steven Brill, das Drehbuch schrieben Kristofor Brown und Seth Rogen.

## Handlung
Emmit, Ryan und Wade sind neue Schüler einer High School. Sie werden von dem Mitschüler Filkins und dessen Freund Ronnie gepiesackt. Beschwerden beim Schulleiter bleiben erfolglos, da diesem Filkins und sein Verhalten bereits bekannt sind und Filkins verspricht, sich zu bessern. Emmit, Ryan und Wade geben eine Anzeige in der Zeitschrift Soldier of Fortune auf, auf die sich unter anderem der obdachlose, desertierte Soldat Drillbit Taylor meldet. Die Schüler engagieren ihn als ihren Personenschützer.
Taylor interessiert sich nicht für den Job, sondern ist lediglich am Vermögen der Jungs und deren Familien interessiert, um mit dem Geld nach Kanada auswandern zu können. Nachdem er sich aber als Vertretungslehrer in der Schule eingeschlichen hat und sich in eine Lehrerin verliebt, ändert er seine Einstellung und arbeitet ab sofort ernsthaft für die Auftraggeber. Einen Einbruch, der durch befreundete Obdachlose im Haus von Wade durchgeführt wird, versucht er ungeschehen zu machen, indem er sämtliche gestohlene Sachen zurückholt. Nachdem Wade und Ryan Mitschüler Filkins herausgefordert haben und sich in dessen Haus auf einer Party prügeln, schreiten Emmit und später auch Drillbit ein, und können schlussendlich Filkins besiegen. Nachdem dieser im Beisein von herbeigerufenen Polizisten ein Samuraischwert auf die Jungs wirft, welches Drillbit mit der Hand auffängt und dadurch einen Finger verliert, wird Filkins verhaftet. Daraufhin wird Filkins zu seinen Eltern nach Hongkong verschifft, weil er so oft gegen das Alkoholverbot verstoßen hat.

## Kritiken
Louise Keller schrieb auf Urban Cinefile, Owen Wilson könne die „verrücktesten“ Dialogzeilen aufsagen, ohne seine Glaubwürdigkeit zu verlieren. Der Film beinhalte einige verrückte Dialogzeilen und sein Drehbuch lasse „clever“ den Hauptcharakter sympathisch scheinen während die anderen Erwachsenen wie „Idioten“ rüberkommen würden. Der Film sei etwas zu lang.
Mick LaSalle schrieb in der San Francisco Chronicle vom 21. März 2008, es bestehe eine Kluft zwischen dem Talent von Owen Wilson und der Qualität seiner Filme. Drillbit Taylor sei noch ein „entsetzlicher, unwitziger“ Film, in dem der Darsteller das Beste sei. Man könne nicht sagen, ob die Geschichte sich auf den von ihm verkörperten Charakter oder auf die Jugendlichen konzentriere. Sie wirke viel länger als sie es sei.

## Hintergründe
Der Film wurde in Los Angeles gedreht. Seine Produktionskosten betrugen schätzungsweise 40 Millionen US-Dollar. Der Film startete in den australischen Kinos am 20. März 2008, in den USA am 21. März, und der deutsche Kinostart war am 15. Mai 2008.
Die Idee des Films stammt von John Hughes (unter dem Pseudonym Edmond Dantès), der in den 1980er Jahren bei zahlreichen Komödien Regie führte, Drehbücher schrieb und produzierte (beispielsweise Kevin – Allein zu Haus, Pretty in Pink und Ferris macht blau). Hughes starb ein Jahr später, wodurch Drillbit seine letzte Beteiligung an einem Film war.
Wenn Filkins auftaucht, hört man das Thema aus Kap der Angst (1991), das dort den Psychopathen Max Cady (Robert De Niro) ankündigt.